# Bekken (muziekinstrument)
Een bekken of cimbaal is een metalen slagwerkinstrument. De cimbaal bestaat uit een ronde, iets gekromde metalen schijf die, afhankelijk van het gebruik, in het midden opgehangen is in een standaard of met een koord of riem wordt vastgehouden. Bekkens bestaan uit veel uiteenlopende (metaal)materialen, maten, diktes en vormen en hebben allemaal een eigen en unieke klankkarakteristiek. Bekkens kunnen op verschillende wijzen worden bespeeld en doen doorgaans dienst als hogetonenvormer in een drumstel of los als onderdeel in de slagwerksectie in klassieke muziek. Cimbalen hebben als doel accenten in of het ritme aan de compositie te geven. Cimbalen behoren samen met castagnetten, de crotales en de tingsha tot de familie van percussie-instrumenten waarbij de klank wordt geproduceerd door het tegen elkaar slaan van gelijke voorwerpen.

## Afkomst
Uit oudheidkundige vondsten blijkt dat Assyriërs (800 v.Chr.), Chinezen, Egyptenaren en Grieken (500 v.Chr.) reeds cimbalen kenden.
Uit Turkije komt echter een ander verhaal. In de hoofdstad Constantinopel (nu Istanboel) leefden ooit de Turks-Ottomaanse sultans met hun elitetroepen, de Janitsaren. Avedis Zilçan, die deel uitmaakte van dit keurkorps, zou in 1623 de cimbalen hebben uitgevonden. Een gerucht is dat de legering ervan is uitgevonden toen een alchemist goud probeerde te maken. Oorspronkelijk werden ze gebruikt als oorverdovend afschrikkingswapen.

## Fabricage
Een cimbaal wordt vervaardigd uit een geheimgehouden legering die grotendeels uit brons bestaat. Deze wordt verhit en wordt dan in kleine porties gekoeld in water en olie. De bronsbroodjes worden opnieuw verhit en worden dan verschillende keren door een wals geplet. Uit de aldus verkregen bronzen plaat wordt een ruw bekken gesneden waarin een cup of bel geslagen wordt. Ingrijpend temperen bezorgt de vereiste flexibiliteit nodig voor het hameren. Elk bekken krijgt zo’n 1000 hamerinslagen machinaal of handmatig. Op een draaischijf wordt elke cimbaal geschoren met een beitel, zo ontstaan toongroeven.
Handgemaakte bekkens zijn duurder dan machinaal vervaardigde bekkens. Doorgaans zijn de handmatig vervaardigde bekkens verfijnder van klank. Dit komt doordat er duurdere materialen worden gebruikt en de bekkenvervaardiger de gewenste klank en spanning in het metaal brengt.
Er bestaan ook cimbalen vervaardigd uit plaatstaal (Java), maar die hebben eerder een signaalfunctie dan een muzikale toepassing.

## Eigenschappen
Afhankelijk van het gebruikte metaal/materiaal, grootte en zwaarte van het bekken brengen de bekkens een andere toonklank en volume voort. Afhankelijk van het bekkenontwerp de behamering, schering en spanning in het bekken wordt een bepaald geluid voortgebracht. Van bel tot 'ping' en van 'wash' tot gongachtige klanken kunnen door een bekken worden voortgebracht. Alles mede afhankelijk van hoe het bekken wordt bespeeld. Het materiaal en de kracht van de aanslag en de positie hiervan op het bekken zijn factoren die bepalend zijn voor de klank van het bekken. Een bekken dat aan de rand wordt bespeeld zal doorgaans lager en langer doorklinken dan wanneer er op de cup van het bekken wordt gespeeld.

## Gebruik
Gebruikt in een opstelling van een drumstel wordt het bekken opgehangen in een standaard en door de slagwerker (drummer) met de drumstokken aangeslagen. In een orkest is de bekkenist of bekkenslager een slagwerker die een paar bekkens in beide handen heeft en deze tegen elkaar slaat. Een bekken heeft een snerpende midhoge tot erg hoge klank en wordt daarom in de muziek doorgaans gebruikt om in de hogere klanken van de compositie accenten te kunnen geven. In de popmuziek dienen de bekkens – en dan met name de hihats en ridebekken – er tevens voor om het ritme aan te geven.

## Bespeelwijze
In een drumstelopstelling hangen bekkens doorgaans op een statief, schuin naar de drummer toe, en worden ze bespeeld met houten stokken of met brushes. Handcimbalen worden met de holle zijde tegen elkaar geslagen, rand tegen rand, en doorgaans in een verticale schuifbeweging zodat de luchtweerstand door het tegen elkaar slaan wordt verhinderd.

## Karakter
Naast het geluid en de toon die het bekken voortbrengt zijn er nog meer factoren die van invloed zijn op het karakter van het bekken. De kracht van de aanslag en het materiaal waarmee wordt aangeslagen en de manier waarop het bekken wordt geraakt zijn bepalend voor hoe het geluid van een bekken zich ontwikkeld tijdens het bespelen. Een enkele slag of een repeterende om een bekken in zijn resonantiefrequentie te laten 'zingen' zijn de meest gebruikte manieren om met het karakteristieke geluid van een bekken te werken. Bekkens hebben een levensloop in hun geluid tijdens het bespelen. Vaak worden bij bekkens het geluid in fasen ingedeeld:
- Attack   – de aanslag
- Sustain  – het aanhouden
- Decay    – het vervallen
- Release  – de uitsterftijd

## Soorten bekkens
De diverse uitvoeringen, als opstelling in het drumstel, worden bekkens vaak met de Engelstalige benaming (cymbal) aangeduid. We kennen de volgende cymbals:
- Crashbekken
- Hihatbekken
- Ridebekken
- Sizzler
- Splashbekken
- Hangend bekken
- Chinees bekken

## Cimbalen in de klassieke muziek
Cimbalen zijn prominent aanwezig in onder meer:
- Hector Berlioz: Harold en Italie (Orgie des brigands) en Symphonie Fantastique (Marche au supplice)
- Aleksandr Borodin: Polovtiaanse Dansen (uit zijn opera "Prins Igor")
- Piero Coppola: Symphonie in la-mineur

## Merken
- Meinl
- Zildjian
- Paiste
- Sabian
- Orion
- Wuhan
- Istanboel
- Stagg
- Ufip
- Amedia